# Грађански рат у Руанди
Грађански рат у Руанди био је сукоб у афричкој републици Руанди између Оружаних снага Руанде (ОСР) и побуњеника окупљених око Патриотског фронта Руанде (ПФР). Рат је био вођен у две фазе. Прва фаза је почела 1. октобра 1990. године инвазијом ПФР-а на североистоку земље из правца Уганде. Ова фаза је завршена 4. августа 1993. године потписивањем  Арушанског споразума. Друга фаза сукоба почела је 6. априла 1994. године након убиства председника државе Жувенала Хабијариманеа што је довело до почетка геноцида у Руанди. ПФР је наставио са борбама 7. април да би остварио победу 18. јула 1994. године којом је грађански рат окончан.
Рат је био праћен дугогодишњим спором између две етничке групе Хуту и Тутси које су у склопу етничког састава руандског становништва. Древна Краљевина Руанда, којом су владали Тутси краљеви, спроводила је анти-Хуту политику у 19. веку коју су насавиле и европске колонијалне власти 1895. године. Обе колонијалне силе, Немачка и Белгија, контролисале су Руандом посредством краљева подржаних од стране Тутсија. Хуту становништво се побунило 1959. године, уз подршку Белгије, што је био резултат преокрета у односу на претходну подршку која је била пружана Тутсима. Хуту активисти су палили куће Тутсима, побили оне који су им се супроставили и на крају успоставили независну доминантну Хуту државу 1962. године. Револуција је натерала преко 100.000 Тутсија да затраже уточиште у суседним земљама. Ове избеглице су живеле у изгнанству у року од неколико деценија, агитујући за повратак у матичну Руанду али нису били у стању да озбиљно нападну. Неколико избеглица, укључујући тада будуће ПФР лидере Фреда Рвигјема и Пола Кагамеа, се борило у грађанском рату у Уганди на челу са Јоверијем Мусевенијем, који су постали виши официри војске 1986. године под Мусевенијевим председништвом. Односи између избеглица и Угандијаца, под вођством Рвигјеме и Кагамеа, су се изравнали  касних 1980-их година али тадашњи председник Хабијаримана је одбио да дозволи повратак избеглицама. Та одлука је у избеглицама створила још већу жељу за повратак у домовину ставивши на војну готовост удружене борбене снаге Рвигјеме и Кагамеа у склопу ПФР-а.
Октобра 1990. године инвазија је започела од стране ПФР-а али се догодио преокрет када је Фред Рвигјема убијен на борилишту други дан од инвазије. ОСР, потпомогнут од стране трупа посланих из Француске , придобио је ПФР-а и до краја октобра их поразио. Пол Кагаме је преузео команду над деморализованим ПФР-овим војницима који су се повукли са планина Вирунга неколико месеци пре обнављања рата. ПФР је отпочео класични герилски „убиј и бежи” начин ратовања који је трајао до средине 1992. године, ниједна страна није била у стању да стекне ваљанију предност. Рат је довео до таласа насиља против Тутси становништва у Руанди који су означени као успостављивачи вишепартијског политичког система. Низ протеста средином  1992. године, учинили су да Хабијаримана отпочне мировне преговоре. То је био сложени процес у вези његове владе, ПФР-а, званичника опозиције и групе Хуту лидера. Хуту лидери су се успротивили мировним преговорима и осујетили исте након чега су иницирали масовни талас убистава почетком 1993. године што је подстакло Пола Кагамеа да повуче нове војне потезе са ПФР-ом који је био на ивици да заузме руандски главни град Кигали. Кагаме је одлучио да не заузме престоницу, међутим, обе стране су се вратиле за преговарачки сто, са ојачаном позицијом коју је уживао ПФР.
Уследио је тешки мир праћен постепеним усклађивањем ставки из споразума. Трупе ПФР-а су одведене у логоре у Кигалију након чега је у Руанду послата мисија организације Уједињених нација за спровођење мира (енгл. UNAMIR). Покрет Хуту снага је повећао свој утицај, након чега је почео са планирањем коначне одлуке која се тицала „потпуног истребљивања” Хуту народа. Овај план је успостављен након убиства председника Хабијаримане 6. априла 1994. године. У року од 100 дана, између 500.000 и 1.000.000 Тутсија и Хуту политичких противника су убијени у акцији која је постала позната као геноцид у Руанди. Када је почео геноцид ОСР су наставиле са грађанским ратом. ПФР су заузимали територију споро и методично, око града тиме пресецајући линије снабдевања. До средине јуна они су опколили престоницу, Кигали, а 4. јула су га заробили. Рат је завршен месец дана касније, победом ПФР-а, када су привремена влада и истребљивачи били приморани да напусте Руанду и оду у Заир. 
Победнички ПФР успоставио је контролу над земљом на челу са Полом Кагамеом који је дефакто постао лидер. Кагаме је био на функцији као потпредседник Руанде од 1994. године до 2000. године када је постао председник освојивши председничке изборе исте године као и, до сада, све наредне председничке изборе у Руанди 2003, 2010. и 2017. године. ПФР је наставио са спровођењем програма обнове државе која је укључила инфраструктуру и економију, која је била у деликатној ситуацији након окончања геноцида, као и да успостави промоцију помирења између свих народа у Руанди, посебно Хуту и Тутси народа. Године 1996. ПФР је отпочео офанзиву против избеглица у логорима широм Заира, који је био дом за прогнане лидере бившег режима и милионе Хуту избеглица. Овом акцијом је почео Први конгоански рат којим је збачен са власти дугогодишњи председник и диктатор Мобуту Сесе Секо. Резултирајући са 2018. годином Кагаме и ПФР су и даље доминантна политичка и војна снага у Руанди.

## Позадина

### Преколонијални период Руанде
Најранији житељи који су живели на територији Руанде јесу припадници народа Тва, који припадају групи урођеничких Пигмеја ловца–сакупљача, који су се населили на овом подручју између 8000 и 3000 године пре нове ере на коме су се одржали све до дан данас. Између 700 године пре нове ере и 1500 године нове ере, значајан број Банту народа је емигрирао у Руанду бавећи се крчењем шуме као би створио повољно тло за пољопривредни узгој. Шумски народ Тва су се након губитка великог дела њиховог станишта преселило у планине. Историчари имају неколико теорија о досељавању Банту народа на овом подручју. Према неким подацима, први досељеници су народ Хуту док се за народ Тутси сматра да су се доселили касније и формирали јасне расне групе, вероватно, Кушитског порекла. Алтернативна теорија о насељавању каже да се исто одвијало полако и мирно (без претензија за освајањем), са долазећим групама народа који су се интегрисали у постојеће друштво. Према овој теорији разликовање Хуту и Тутси народа је настало касније, као разлика по класама, а не као претходно наведена радикална разлика.
Становништво је углавном било уједињено у клановима (ubwoko) у око осам краљевства до 1700. године. Земља је била плодна и густо насељена са краљевствима који су стриктно контролисали друштво. Краљевина Руанда владала је Тутси–Њигиња  кланом који је постао доминантан почетком и средином 18. века. Његово порекло води од мале топархије у близини језера Мухази, краљевство које је кренуло путем освајања и асимилације, достиже свој врхунац за време владавине краља (Mwami) Кигелија Рвабугирија између 1853. и 1895. године. Рвабугири је проширио краљевство на север и запад, спровођењем административних реформи, које су обухватиле убухаке (групу народа Тутси који чувају стоку и привилеговани Хуту или Тутси народ који се бавио трговинском разменом) и убуретва (група народа Хуту која је кулучила за лидере народа Тутси). Рвабугиријеве реформе су довеле до раскола између Хуту и Тутси народа.